# 북상초등학교
북상초등학교는 대한민국 경상남도 거창군 북상면 갈계리에 있는 공립 초등학교이다.

## 학교 연혁
- 1928년 7월 1일 북상공립보통학교 설립인가
- 1938년 4월 1일 북상공립심상소학교로 개칭[1]
- 1941년 4월 1일 북상공립국민학교로 개칭[2]
- 1981년 3월 5일 병설유치원(1학급) 개원
- 1992년 3월 1일 소정분교장 병합
- 1993년 3월 1일 월성분교장 병합
- 1996년 3월 1일 북상초등학교로 개칭[3]
- 1998년 3월 1일 병곡분교장 병합
- 2007년 11월 22일 북상학교마을도서관 개관
- 2019년 2월 15일 제86회 졸업(누계 3,359명)
- 2019년 3월 1일 제27대 전영태 교장 취임
- 2020년 1월 7일 제87회 졸업식(총 졸업생수 3,372명)
- 2024년 1월 9일 제91회 졸업식(총 졸업생수 3,395명)
- 2024년 3월 1일 제29대 신인영 교장 취임

## 학교 상징
- 우리 학교 꽃 - 금송 : 금빛소나무 늘 한결같은 꿋꿋한 기상
- 우리 학교 나무 - 소나무 : 넝쿨져 어울려 피는 꽃 아름다움과 사랑

## 참고 자료
- 북상초등학교 - 한국교육학술정보원 학교알리미